# Спалација
Спалација у нуклеарној физици је процес у којем из тешког атомског језгра погођеног протоном високе енергије излеће велики број слободних нуклеона при чему се првобитно језгро претвара у ново језгро знатно мање атомске масе.

## Нуклеарна спалација
Нуклеарна спалација јавља се у природи у Земљиној атмосфери а такође и на површини метеора и Месеца под утицајем космичких зрака. Састав космичких зрака показује да су они и сами подложни спалацији пре него што су дошли до Земље, јер садржај лаких елемената, рецимо, Li, B, и Be у њима надмашује просечну космичку распрострањеност. Ти елементи у космичким зрацима очигледно настају спалацијом атомских језгара кисеоника, азота, угљеника а можда и силицијума у извоима космичких зрака или пак у току њиховог путовања до нас. На Земљи су детектовани космогени изотопи алуминијума, берилијума, хлора, јода и неона настали спалацијом земаљских елемената под утицајем бомбардовања космичким зрацима.
Нуклеарна спалација је један од процеса којим акцелератор честица може да се искористи за добијање снопа неутрона. Бомбардовањем брзим протонима језгара живе, тантала или неког другог тешког елемента у сваком судару ослободи се 20 до 30 неутрона. Због низа предности, нуклеарна спалација је данас главни извор неутронских снопова мада је неупоредиво скупља од ланчане реакције у нуклеарној фисији у нукеарном реактору. Рецимо спалацијом се добијају неутронски снопови који могу да се шаљу у импулсима и неупоредиво већег флукса од снопова из реактора. 

## Видети
- (језик: енглески) en:Spallation Neutron Source
- (језик: енглески) en:ISIS neutron source